# Muzeum Adama Mickiewicza w Wilnie
Muzeum Adama Mickiewicza w Wilnie (lit. Mickievičiaus Memorialinis Būtas-Muziejus) – muzeum mieszczące się w oficynie d. kamienicy Byczkowskich, w trzech pokojach. 
Zbiory obejmują liczne pamiątki z pobytów Mickiewicza w Wilnie i Kownie, m.in. portrety artysty, część jego księgozbioru, księgę rejestracyjną studentów z 1815 r., w której pod nr 93 figuruje Mickiewicz, jego prośby o urlopy, świadectwo ukończenia studiów i zeznania złożone w procesie filomatów. Znajdują się tu także przedmioty codziennego użytku, jak kapcie poety, krzesło czy stolik do gry w karty. 
W pomieszczeniach obecnego muzeum Mickiewicz robił korektę Ballad i romansów i dopracował Grażynę (upamiętnia to tablica Tu pisana Grażyna 1822) wmurowana wbrew carskim zakazom w 1855 r.
Miejsce inauguracji dorocznego Międzynarodowego Festiwalu Poezji Maj nad Wilią.

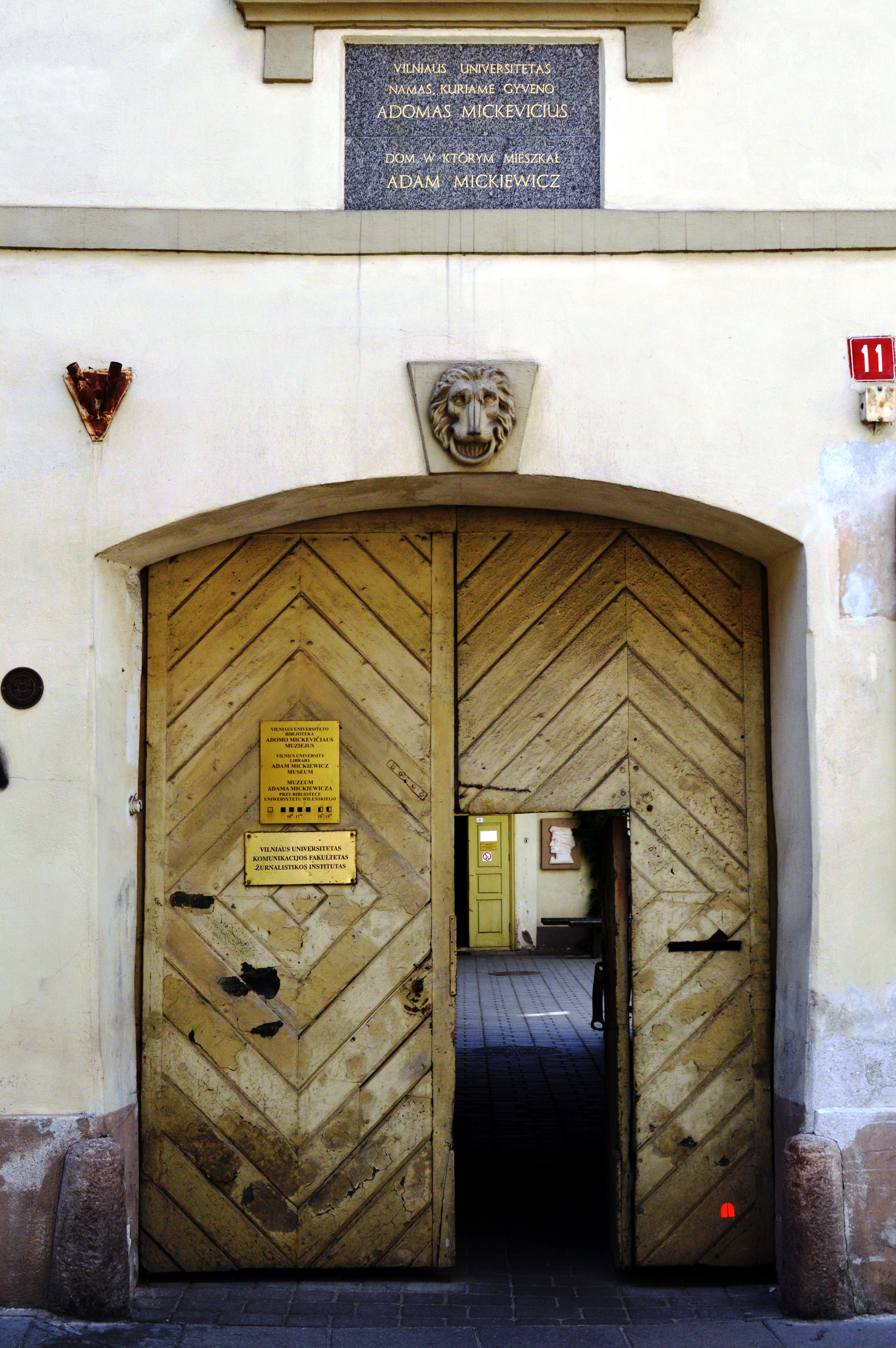
Wejście do muzeum
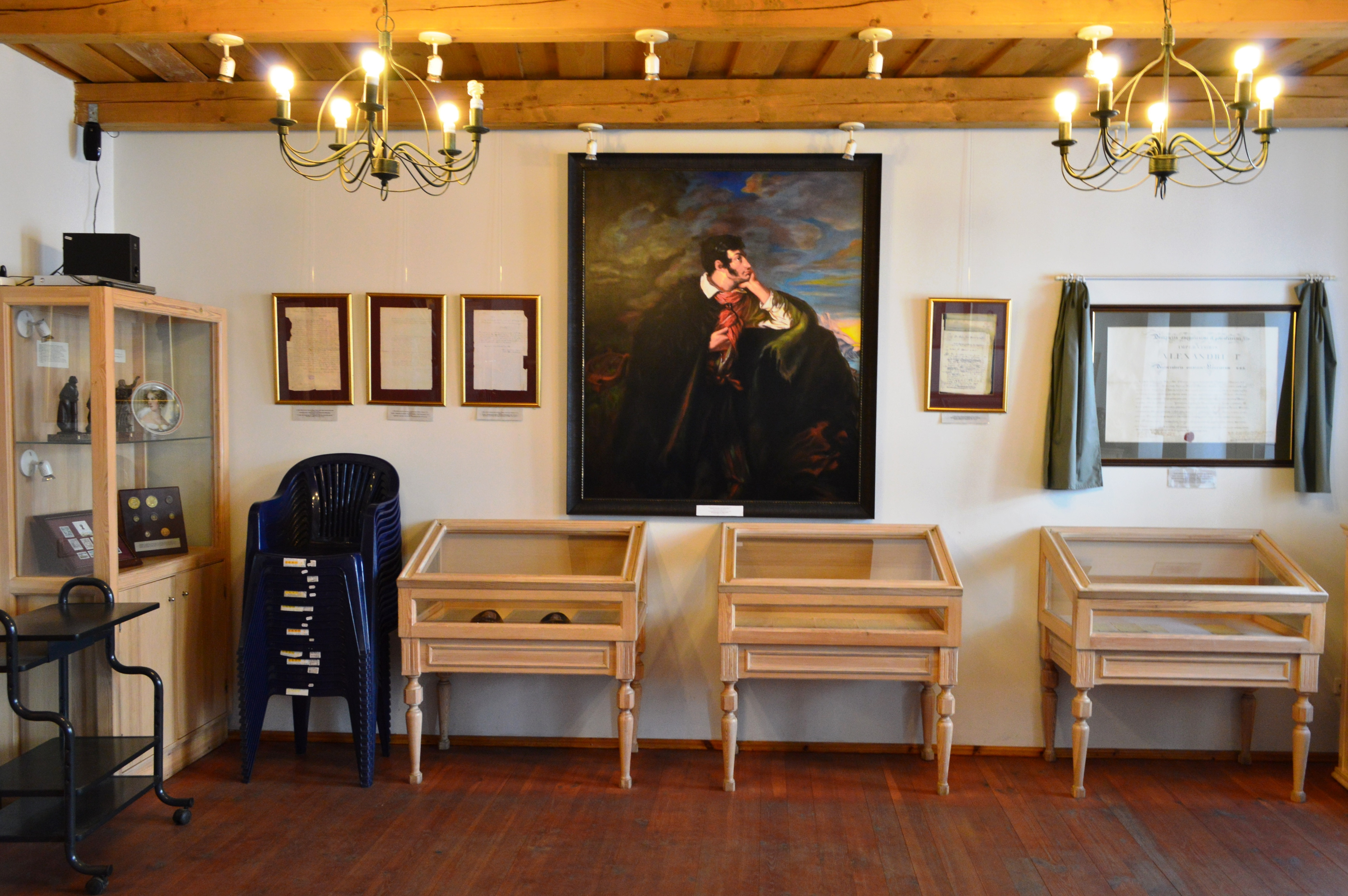
Sala wystawowa
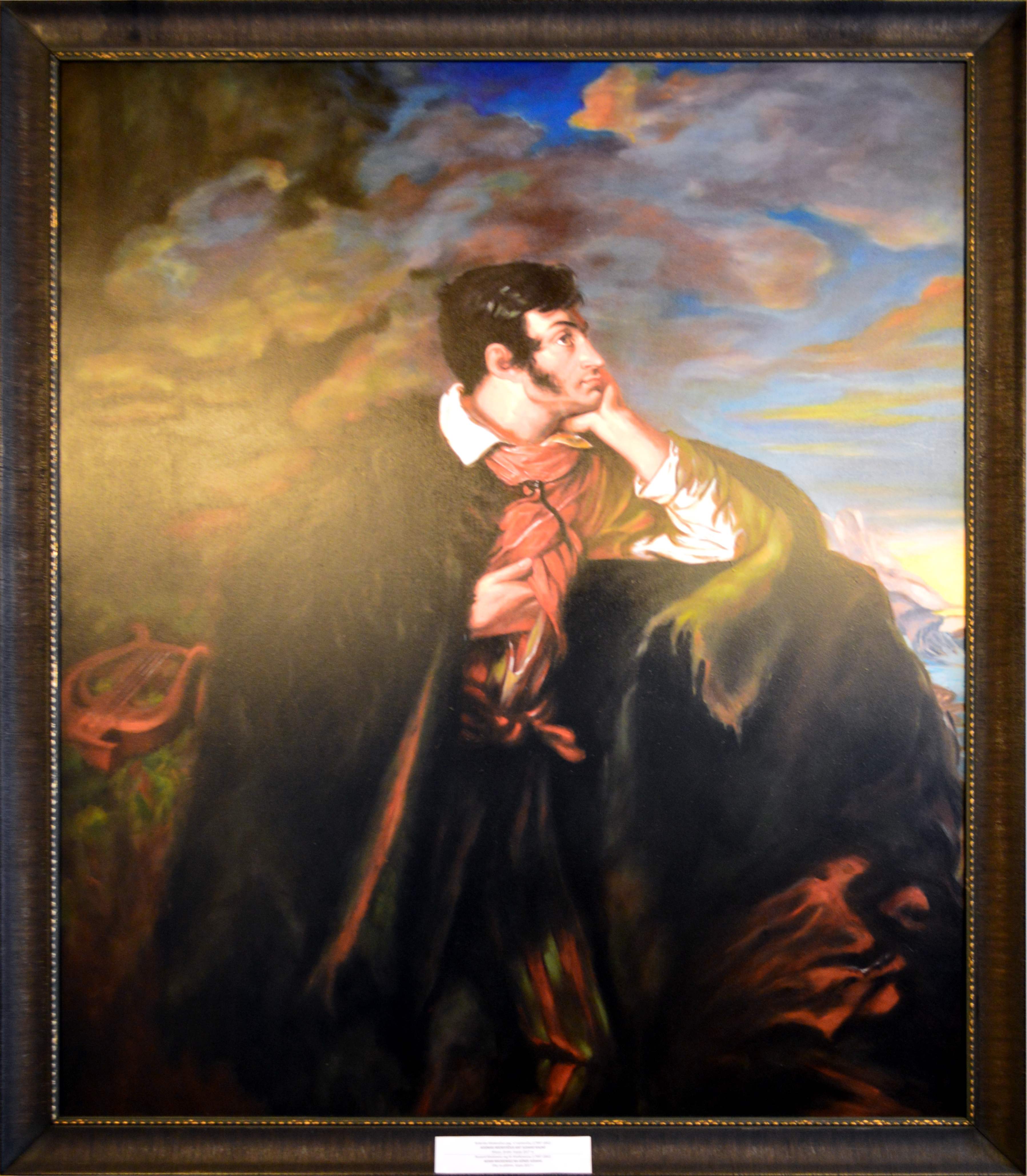
Portret Mickiewicza